# Parc national de Girraween
Le parc national de Girraween est un parc national situé dans la Granite Belt (en) au Queensland en Australie, à 260 km au sud-ouest de Brisbane. Il est connu pour ses paysages et sa flore spectaculaires ainsi que sa faune unique. La randonnée et l'escalade sont les activités les plus populaires du parc. Il peut être fermé en période de sécheresse.

## Emplacement
Le parc est situé à 40 km au sud de Stanthorpe. Sa limite sud est la frontière entre le Queensland et la Nouvelle-Galles du Sud. Il est jumelé avec le parc national de Bald Rock, qui s'étend en Nouvelle-Galles du Sud de l'autre côté de la frontière. Il abrite Bald Rock le deuxième plus grand monolithe (après Uluru) sur le continent). 

## Histoire
Le parc national de Girraween provient de la fusion de deux parcs nationaux en 1967: Bald Rock Creek (créé en 1930) et Castle Rock (créé en 1932).

## Fonctions
Le parc a un climat tempéré. Au cours de l'hiver il peut y tomber de la neige.
Il comporte des paysages granitiques, des rochers en équilibre, des cours d'eau, des zones de marais, des cascades et des forêts ouvertes. Les affleurements de granit, comme les Pyramides et Castle Rock à 1 112 m, dominent le paysage local. Le parc est couvert de nombreux kilomètres de sentiers passant par les points d'intérêts majeurs du parc, comme la First Pyramid, Second Pyramid, The Sphinx, Turtle Rock, Underground Creek, The Eye of the Needle et Mount-Normand - le point culminant du parc à 1 267 mètres d'altitude. On peut emprunter les pistes coupe-feu dans les parties sud et est du parc.

## Faune et flore
Le parc possède une faune abondante, y compris certaines espèces que l'on voit rarement ailleurs dans le Queensland, comme le wombat commun, le chat marsupial à queue tachetée, l'oiseau-lyre et la Perruche turquoisine.
La région est également connue pour sa flore diversifiée. Les forêts d'eucalyptus et les landes fournissent un habitat pour de nombreuses espèces d'oiseaux. Au printemps, de nombreuses espèces de plantes sauvages fleurissent en particulier au "lieu de fleurs" en langue indigène. Eucalyptus scoparia est une espèce d'Eucalyptus endémique.

## Galerie

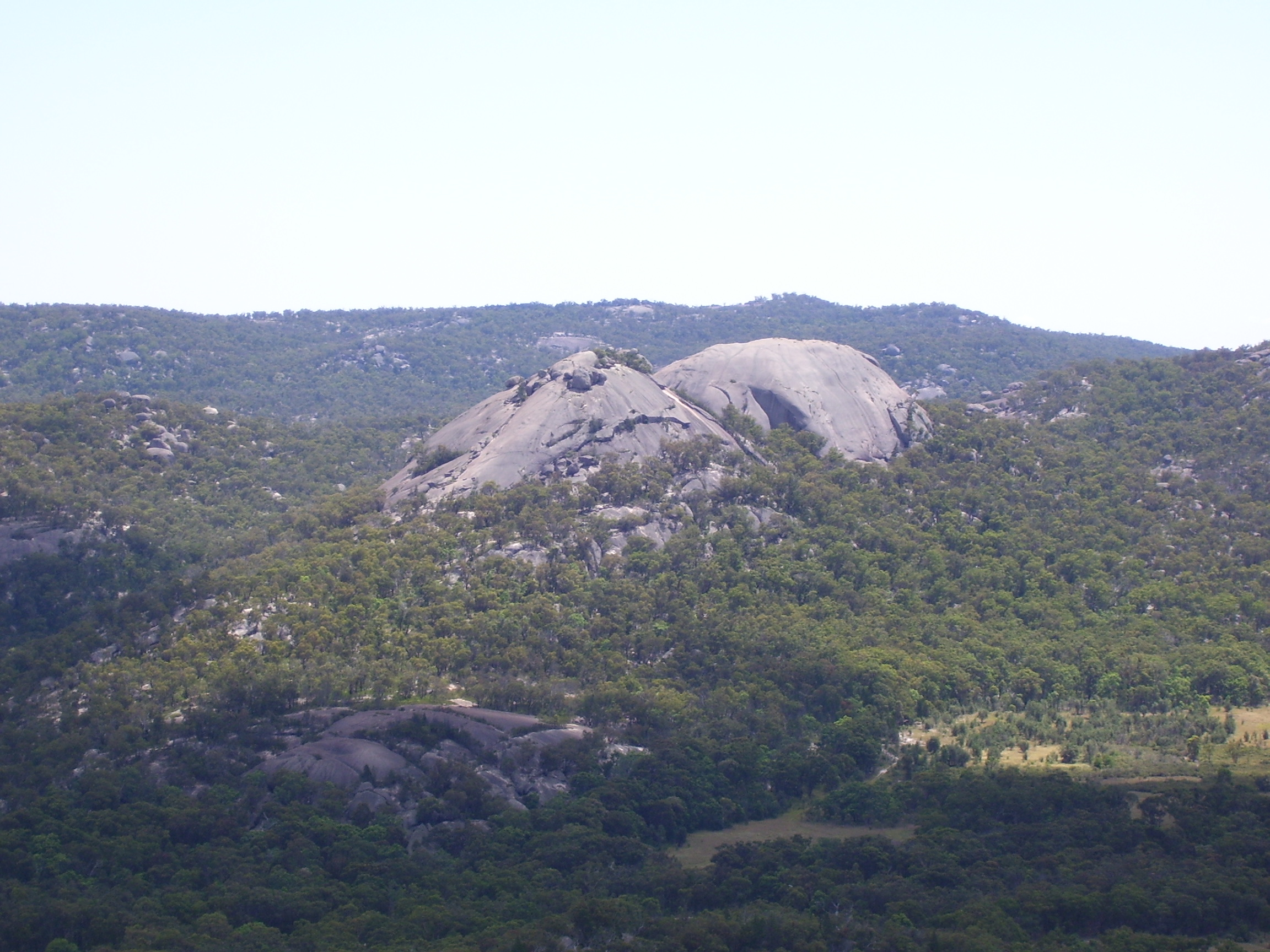
Les pyramides
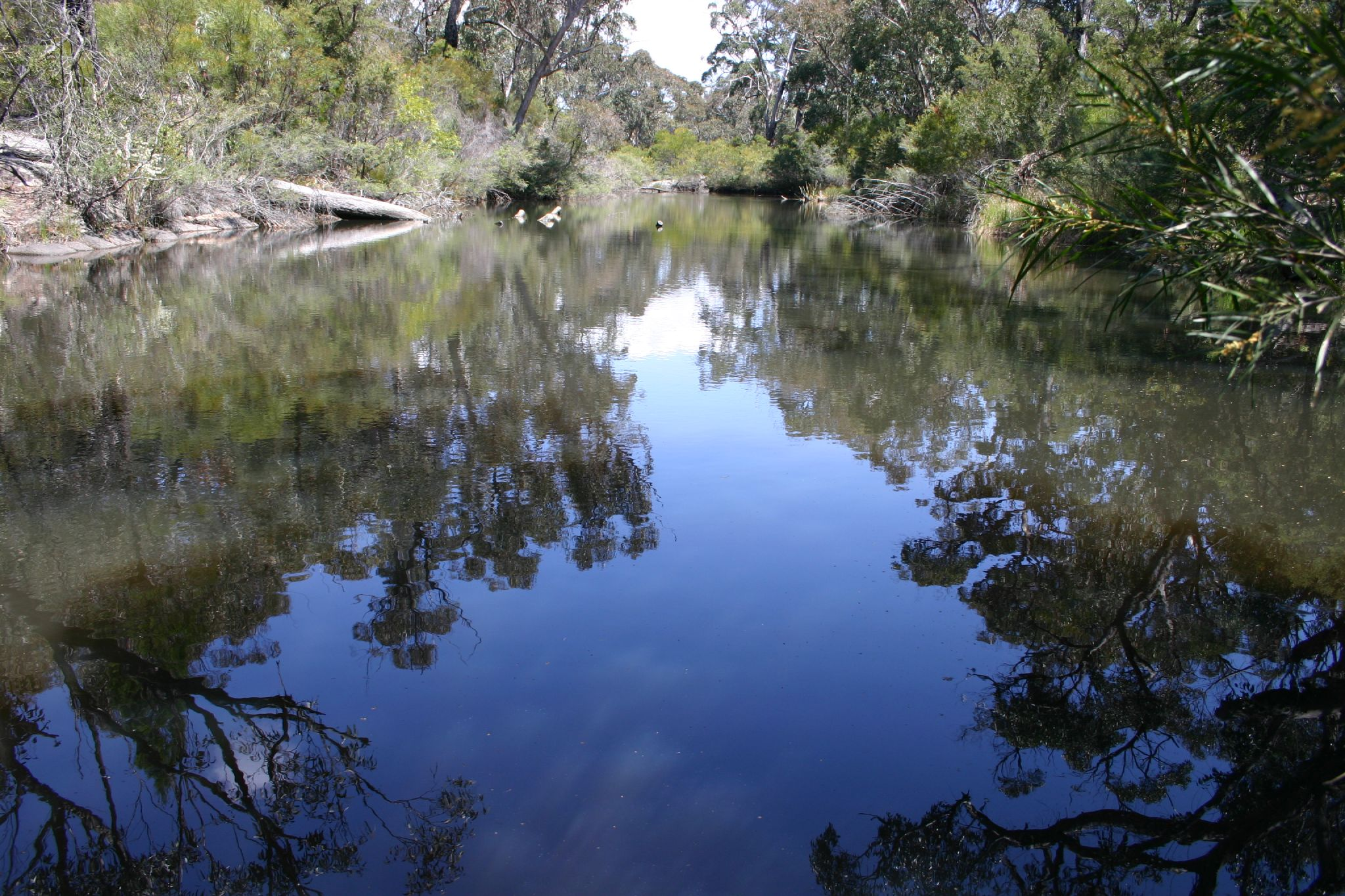
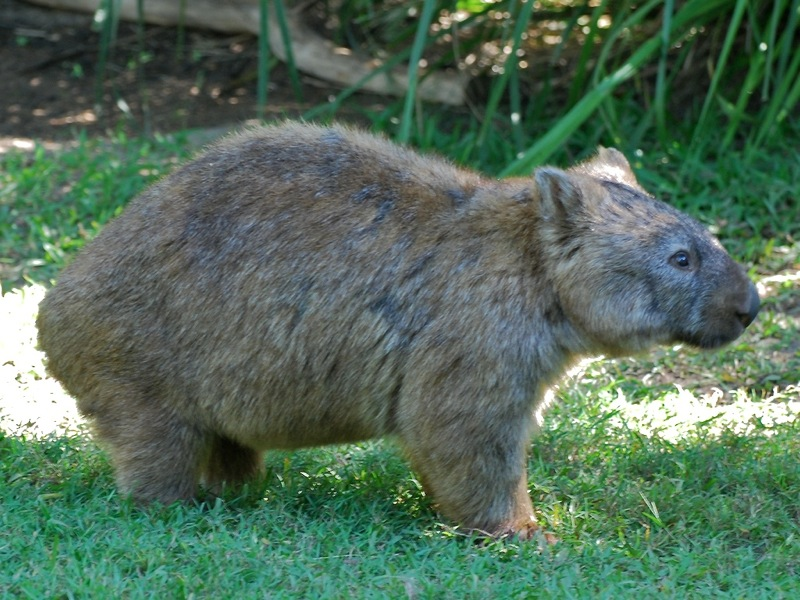
Vombat